# Pěnčín (Jablonec nad Nisou-i járás)
Pěnčín település Csehországban, Jablonec nad Nisou-i járásban. Pěnčín Skuhrov, Radčice, Nová Ves nad Nisou, Maršovice, Loužnice, Zásada, Velké Hamry, Smržovka, Jablonec nad Nisou és Železný Brod településekkel határos. Lakosainak száma 2079 fő (2024. január 1.).

## Népesség
A település lakosságának változását az alábbi diagram mutatja:
| Lakosok száma | 2524 | 2969 | 3024 | 2210 | 1911 | 1679 | 1956 | 1986 | 2017 | 2079 |
|               | 1869 | 1890 | 1921 | 1950 | 1980 | 2001 | 2017 | 2019 | 2022 | 2024 |